# Kitamura Seibō

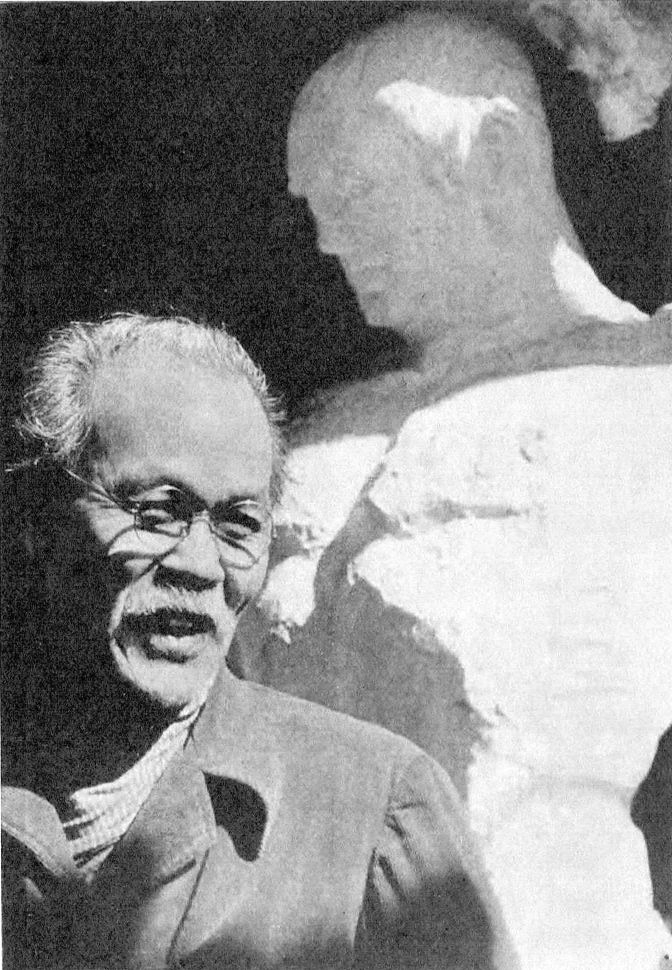
Kitamura Seibō

Kitamura Seibō (japanisch 北村 西望, ursprünglich Kitamura Nishimo gelesen; geboren 16. Dezember 1884 in der Präfektur Nagasaki; gestorben 4. März 1987) war ein japanischer Bildhauer der späten Meiji-, Taishō- und Shōwa-Zeit. Er ist vor allem bekannt als Schöpfer der Skulptur zur Erinnerung an den Atombombenabwurf auf Nagasaki in Nagasaki.

## Leben und Werk
Kitamura Seibō wurde in Minami-Arima im Kreis Minami-Takaki (南高来郡 南有馬村), heute Minamishimabara, geboren. 1903 schrieb er sich für den Bildhauerkurs an der Städtischen Schule für Kunst und Kunsthandwerk (京都市美術工芸学校, Kyōto-shi Bijtsutsu Kōgei Gakkō) in Kyōto ein. Im Bildhauerkurs traf er auf Tatehata Taimu (建畠 大夢; 1880–1942), mit dem er Freundschaft schloss. Schon während seiner Ausbildung reichte er eine Arbeit ein auf der 11. Ausstellung der Reihe „Neue und alte Kunst“ (新古美術会, Shin-kobijutsu-kai), die von der „Kyōto Fine Arts Association“ (京都美術協会, Kyōto Bijutsu Kyōkai) ein. Er erhielt einen dritten Preis für seine Arbeit mit dem Titel „Ruhe“ (休憩, Kyūkei). 1908 wurde eine Arbeit mit dem Titel „Streit“ (奮闘, Funtō) für die 2. Bunten-Ausstellung angenommen. Das war auch die Zeit, als er begann, an der privaten Kunstschule, dem „Taiheiyō gakai Kenkyūjo“ (太平洋画会研究所) zu unterrichten. 1915 erhielt seine Arbeit „Zornige Wellen“ (怒濤, Dotō) die höchste Auszeichnung auf der 9. Bunten-Ausstellung.
1921 wurde Kitamura Professor an der „Tōkyō Schule der Künste“ (東京美術学校, Tōkyō Bijutsu Gakkō), der Vorläufereinrichtung der heutigen Geidai, und 1925 wurde er Mitglied der Akademie der Künste. Im Verlauf des Pazifikkriegs wurde viele seiner Bronzen eingeschmolzen, worauf er 1944 ein Komitee einrichtete, das solche Vorgänge zu verhindern suchte. Nach Ende des Pazifikkriegs wurde Kitamura von der Stadt Nagasaki beauftragt, eine Skulptur zur Erinnerung an den Atombombenabwurf 1945 zu schaffen, die er 1955 fertigstellte. Die Statue wird „Andenken an den Frieden“ (平和記念像, Heiwa kinen-zō) genannt.
Kitamura schuf vornehmlich kräftige, männliche Statuen. In den späteren Jahren beschäftigte er sich mit historischen oder buddhistischen Figuren. Dazu gehören die Statue das Katō Kiyomasa und die des Priesters Nichiren. Vor dem Bahnhof Mitaka steht eine Kitamura-Skulptur, die eine auf einem Pferd reitende Amazone mit einer Fackel darstellt. Die Skulptur heißt „Weltfrieden“ (世界連邦平和像, Sekai Rempo Heiwa).
1958 wurde er als „Person mit besonderen kulturellen Verdiensten“ und gleichzeitig mit dem Kultororden ausgezeichnet. Nach seinem Tode im Alter von 102 Jahren wurde auf der Burg Shimabara ein Gedächtnis-Pavillon eröffnet.